# جيل ألكالا
جيل ألكالا (بالإسبانية: Gil Alcalá) هو لاعب كرة قدم مكسيكي، ولد في 29 يوليو 1992 في Tepatitlán de Morelos ‏ في المكسيك. لعب مع نادي كيريتارو.

## روابط خارجية
- جيل ألكالا على موقع قاعدة بيانات كرة القدم.إي يو (الإنجليزية)
- جيل ألكالا على موقع Soccerway.com (الإنجليزية)
- جيل ألكالا على موقع AS.com (الإسبانية)